# إد سبرينغر
إد سبرينغر (بالإنجليزية: Ed Springer)‏ هو لاعب كرة قاعدة أمريكي، ولد في 1867 في أويل سبرينغس في كندا، وتوفي في 17 ديسمبر 1891 في منيابولس في الولايات المتحدة.

## وصلات خارجية
- إد سبرينغر على موقعبيزبول رفرنس.كوم (الدوري الرئيسي) (الإنجليزية)